# Liste der denkmalgeschützten Objekte in Pfarrwerfen
Die Liste der denkmalgeschützten Objekte in Pfarrwerfen enthält die 6 denkmalgeschützten, unbeweglichen Objekte der Gemeinde Pfarrwerfen.

## Denkmäler
| Foto |                 | Denkmal | Standort                             | Beschreibung | Metadaten |
| ---- | --------------- | --- | ------------------------------------ | --- | --- |
| ja   | Datei hochladen | Pfarrhof HERIS-ID: 27730 Objekt-ID: 24270 | Dorfwerfen 1 Standort KG: Dorfwerfen | Der Pfarrhof mit Kirche ist schon 1074 in einer Schenkung an das neue Stift Admont genannt, und war bedeutender kirchlicher Verwaltungssitz des Pongaus, während die weltliche Verwaltung ab dem 12. Jahrhundert nach (Hohen-)Werfen absiedelte. Pfarrhaus und Pfarrkirche bilden eine wehrkirchenartige Einheit.                                           | BDA-Hist.: Q37913135 Status: § 2a Stand der BDA-Liste: 2025-06-30 Name: Pfarrhof GstNr.: .1 Pfarrhof Pfarrwerfen |
| ja   | Datei hochladen | Kasten des Pfarrhofs HERIS-ID: 27731 Objekt-ID: 24271                                                                                              | Dorfwerfen 1 Standort KG: Dorfwerfen | Troadkasten (Getreidespeicher) der Pfarrei. Teil des Gesamtensembles aus Kirche und Pfarrhof. | BDA-Hist.: Q37913154 Status: § 2a Stand der BDA-Liste: 2025-06-30 Name: Kasten des Pfarrhofs GstNr.: .1 Kasten des Pfarrhofs Pfarrwerfen                                                                                   |
| ja   | Datei hochladen | Gotische Totenleuchte mit Pietà Relief (Kriegerdenkmal) HERIS-ID: 27734 Objekt-ID: 24274                                                           | Standort KG: Dorfwerfen              | Kriegerdenkmal an der Außenseite des Verbindungsgangs Kirche – Pfarrhof, zwei Marmortafeln. Darüber eine gotische Totenlaterne als zentrales Element. | BDA-Hist.: Q63986660 Status: § 2a Stand der BDA-Liste: 2025-06-30 Name: Gotische Totenleuchte mit Pietà Relief (Kriegerdenkmal) GstNr.: 1/1 Kriegerdenkmal, Pfarrwerfen                                                    |
| ja   | Datei hochladen | Kath. Pfarrkirche hl. Cyriak HERIS-ID: 27686 Objekt-ID: 24224                                                                                      | Standort KG: Dorfwerfen              | Die spätgotische Kirche ist im Kern aus dem 14. Jahrhundert. Das Mittelschiff wurde im 15./16. Jahrhundert mit Kreuzrippengewölbe erhöht, die Seitenschiffe stammen noch aus der ersten Phase. Außen befindet sich noch ein mittelalterlich wirkendes Christophorus-Fresko des 16. Jahrhunderts. Der Altarraum wurde 1977/78 von Heinz Tesar neu gestaltet. | BDA-Hist.: Q29408926 Status: § 2a Stand der BDA-Liste: 2025-06-30 Name: Kath. Pfarrkirche hl. Cyriak GstNr.: .3 Pfarrkirche Pfarrwerfen                                                                                    |
| ja   | Datei hochladen | Kath. Pfarrkirche, Verbindungsgang Kirche – Pfarrhof HERIS-ID: 27729 Objekt-ID: 24269                                                              | Standort KG: Dorfwerfen              | Der Verbindungsgang schließt Kirche und Pfarrhof zu einer baulichen Einheit zusammen. | BDA-Hist.: Q63986659 Status: § 2a Stand der BDA-Liste: 2025-06-30 Name: Kath. Pfarrkirche, Verbindungsgang Kirche - Pfarrhof GstNr.: 1/1 Pfarrkirche Pfarrwerfen                                                           |
| BW   | Datei hochladen | Bronzezeitliche bis neuzeitliche Almwüstungen (Überreste von Almhütten, Almställen und Pferchen) auf der Pitschenbergalm HERIS-ID: 247011seit 2023 | Standort KG: Dorfwerfen              | Anmerkung: Großflächiges nicht zusammenhängendes Gebiet nördlich und südlich des Leopold-Happisch-Hauses. | BDA-Hist.: Q119231414 Status: Bescheid Stand der BDA-Liste: 2025-06-30 Name: Bronzezeitliche bis neuzeitliche Almwüstungen (Überreste von Almhütten, Almställen und Pferchen) auf der Pitschenbergalm GstNr.: 782/1, 782/2 |